# Джон Мак-Афі
Джон Мак-Афі (англ. John McAfee; 18 вересня 1945 — 23 червня 2021) — американський мільйонер шотландського походження, засновник всесвітньо відомої компанії виробника однойменного антивірусу — McAfee.

## Життєпис
Мак-Афі народився у Шотландії, а дитинство провів у місті Сейлем штату Вірджинія, США. 1967 року здобув ступінь бакалавра математики в Коледжі Роанок, а 2008 року там же отримав почесний докторський ступінь.

## Робота
З 1968 по 1970 Джон був співробітником однієї з лабораторій НАСА в Нью-Йорку. Потім він перейшов в компанію UNIVAC як проєктувальник програмного забезпечення, потім працював в корпорації Xerox на посаді архітектора операційних систем.
1978 року Джон стає консультантом в корпорації Computer Sciences Corporation. Пізніше, працюючи в Lockheed Martin в 1980-х роках, Мак-Афі отримує копію комп'ютерного вірусу Pakistani Brain, і починає розробку програмного забезпечення для боротьби з вірусами. Він був першим, хто став поширювати програмне забезпечення за принципом shareware.
1989 року Джон йде з Lockheed Martin і починає працювати вже у своїй власній компанії McAfee Associates, якій він спочатку керував зі свого будинку в Санта-Кларі. Пізніше компанія була перейменована в Network Associates, а через 7 років — в McAfee. 1994 року Джон пішов з компанії, а через 2 роки продав свою частку.
Інші засновані компанії Джоном включають Tribal Voice, який розробив PowWow — одну з перших програм обміну миттєвими повідомленнями. 2000 року він інвестував і приєднався до ради директорів Zone Labs, виробників програмного забезпечення брандмауера, до його придбання компанією Check Point Software 2003 року.

## Проблеми з законом
2 травня 2012 року на віллі Мак-Афі в Белізі місцева поліція провела обшук. Пізніше всі звинувачення були зняті, а Мак-Афі подав позов проти уряду Белізу за необґрунтований арешт. Засновник компанії повідомляє, що арешт був зроблений не через те, що він порушував будь-які закони, а через те, що відмовився платити гроші неназваному політику після виборів, що проводилися в минулому місяці.
12 листопада 2012 року поліція Белізу почала пошуки Мак-Афі з огляду на вбивство Грегорі Фолля, який був знайдений застреленим 10 листопада 2012 у своєму будинку у місті Сан-Педро острова Ембергріз Кі. Фолл був сусідом Мак-Афі. Прислуга Мак-Афі дала інтерв'ю, в якому стверджувала, що між ними раніше виникали серйозні конфлікти. Фолл неодноразово писав заяви в поліцію з приводу того, що Мак-Афі часто стріляв зі своєї рушниці, а також через агресивну поведінку собак. Але офіційних звинувачень з цього приводу пред'явлено не було. В інтерв'ю журналу Wired Мак-Афі наполягає на своїй невинності, стверджуючи, що поліція сфабрикувала кримінальну справу, і заявляє, що в тюрмі його можуть вбити. Мак-Афі втік з Белізу до Гватемали. Щоб безперешкодно покинути Беліз, він змінив зовнішність: пофарбував волосся і бороду, а також за допомогою жувальної гумки змінив форму своєї верхньої щелепи, зробивши її більш об'ємною. 6 грудня він був затриманий в місті Гватемалі за звинуваченням в незаконному перетині кордону. Він заявив, що втік з Белізу, щоб мати можливість проводити власне розслідування смерті Фолля, оскільки мало вірить в те, що поліція зможе знайти вбивцю.
Влада Гватемали відмовилися надати Мак-Афі політичний притулок і висловили намір видати його Белізу. Мак-Афі звинуватив владу Белізу в фальсифікації звинувачень, назвавши це помстою за відмову давати хабарі місцевим політикам.
Після тижневого затримання гватемальська влада ухвалила рішення про екстрадицію Джона Мак-Афі в США, літаком він прилетів в аеропорт Маямі 13 грудня 2012 року, де його зустріли федеральні агенти поліції США.
У жовтні 2020 року на запит влади США його затримали в аеропорту Барселони. Звинувачення проти нього включали неподання податкових декларацій, приховування активів та спекуляції з криптовалютами.
23 червня 2021 року Мак-Афі знайшли мертвим у в'язниці в Іспанії. За повідомленням департаменту юстиції Каталонії, причиною смерті могло бути самогубство. Напередодні Високий суд Іспанії санкціонував його екстрадицію до Сполучених Штатів, де його звинувачували в ухилянні від податків.